# Międzynarodowy Komitet Paralimpijski
Międzynarodowy Komitet Paralimpijski (ang. International Paralympic Committee, IPC; dawniej Międzynarodowy Komitet Paraolimpijski) – międzynarodowa organizacja typu non-profit kierująca ruchem paralimpijskim. Organizacja została oficjalnie utworzona w 1989 roku w Düsseldorfie w Niemczech. Główna siedziba IPC mieści się w niemieckim Bonn.
Członkowie IPC wybierani są przez narodowe komitety olimpijskie, afiliowane przy IPC, przez Międzynarodowe Organizacje Sportów dla Niepełnosprawnych, Międzynarodowe Federacje Sportowe i inne regionalne organizacje.

## Historia
Ruch paralimpijski został zapoczątkowany przez Ludwiga Guttmanna w Wielkiej Brytanii. Guttmann był dyrektorem Stoke Mandeville Hospital, w którym leczyli się weterani wojenni z paraplegią. Pierwsze zawody strzeleckie zorganizowane w trakcie Letnich Igrzysk Olimpijskich 1948 w Londynie, miały według dyrektora szpitala pokazać, że sport nie jest wyłączną domeną ludzi w pełni sprawnych.
W 1960 roku powstał International Stoke Mandeville Games Committee i wtedy również odbyły się International Stoke Mandeville Games w Rzymie, które są uznawane za pierwsze Igrzyska paralimpijskie.
Samo IPC jako takie zostało utworzone 22 września 1989 w Düsseldorfie w Niemczech, czyli przed igrzyskami w Seulu. Pierwszą oficjalną nazwą było „International Confederation of Sports Organisations for the Disabled (ICSOD)”, choć niedługo później zmieniono nazwę na International Paralympic Committee (IPC). Od 1998 roku główna siedziba IPC mieści się w niemieckim Bonn.

## Symbole
Podczas ceremonii zamknięcia Letnich Igrzysk Paraolimpijskich w Atenach w 2004 (28 września), IPC przedstawiła swoje nowe logo. Składa się ono z trzech znaków Agito (tłum. z łac.: jestem w ruchu) w kolorach najczęściej występujących na flagach świata: czerwonym, niebieskim i zielonym. Symbol Agito jest silnie związany z motto IPC: „Dusza w ruchu”. Stare logo przedstawiało trzy taegeuki, tradycyjne koreańskie symbole dekoracyjne, oznaczające trzy części składowe istoty ludzkiej: umysł, ciało i duszę. Logo to zostało wprowadzone w 1991, ale oficjalnie użyto go dopiero w 1994 podczas Mistrzostw Świata w sportach dla niepełnosprawnych (World Championships in IPC sports). Do Zimowych Igrzysk Paraolimpijskich w Lillehammer w 1994 emblematem IPC było 5 taeguków w układzie i w barwach wzorowanych na kołach olimpijskich. Po raz pierwszy 5 taeguków pojawiło się podczas Letnich Igrzysk Paraolimpijskich w Seulu w 1988, czyli jeszcze przed powstaniem IPC. Po zakończeniu seulskich igrzysk symbol ten przyjął Międzynarodowy Komitet Koordynacyjny Światowych Organizacji Sportowych dla Niepełnosprawnych (International Coordinating Committee of World Sports Organizations for the Disabled, ICC). Po 1989 symbol ten przyjął IPC.
Historia emblematu Międzynarodowego Komitetu paralimpijskiego w obrazkach.

1989–1994
1994–2004
2004-2019
od 2019

## Struktura IPC
Zarząd IPC składa się z 15 członków i jest wybierany podczas spotkań Zgromadzenia Ogólnego. Obecnie prezydentem IPC jest sir Philip Craven, będący także członkiem Międzynarodowego Komitetu Olimpijskiego.